# My Way, Soon
My Way, Soon è il primo singolo dei Greta Van Fleet estratto dall'album The Battle at Garden's Gate, pubblicato il 9 ottobre 2020. Il brano musicale ha uno stile che richiama gli anni settanta ed è influenzato dagli artisti più rappresentativi di quel periodo.
Il brano ha raggiunto la prima posizione del Mainstream Rock Airplay.

## Tracce
1. My Way, Soon – 4:15